# Tour d'Italie 1961
La 44e édition du Tour d'Italie s'est élancée de Turin le 20 mai 1961 et est arrivée à Milan le 11 juin. Long de 4 004 km, ce Giro a été remporté par l'Italien Arnaldo Pambianco devant le Français Jacques Anquetil tenant du titre.

## Résumé de la course
Les Espagnols Miguel Poblet et Antonio Suárez portent le maillot rose pendant la première semaine et parviennent un temps à repousser les assauts, notamment ceux des jeunes Balmamion et Taccone. Jacques Anquetil survole le contre-la-montre entre Tarente et Bari mais, vers Florence, un petit groupe d’athlètes emmené par Pambianco parvient à renverser le Français. Arnaldo Pambianco augmente peu à peu son avantage et fait une différence de trois minutes sur Anquetil dans l’étape de Bormio pour se présenter en vainqueur à Milan devant Anquetil et Suarez.

## Équipes participantes
| N.    | Code | Équipe     |
| ----- | ---- | ---------- |
| 1-10  | SRP  | Fynsec     |
| 11-20 | ATA  | Atala      |
| 21-30 | BAR  | Baratti    |
| 31-40 | BIA  | Bianchi    |
| 41-50 | CAR  | Carpano    |
| 51-60 | FER  | Ferrys EMI |
| 61-70 | FAE  | Faema      |
| 71-80 | FID  | Fides      |
| 81-90 | GAZ  | Gazzola    |

| N.      | Code | Équipe         |
| ------- | ---- | -------------- |
| 91-100  | GHI  | Ghigi          |
| 101-110 | IGN  | Ignis          |
| 111-120 | LEG  | Legnano        |
| 121-130 | MOL  | Molteni        |
| 131-140 | PHI  | Philco         |
| 141-150 | SNP  | San Pellegrino |
| 151-160 | TOR  | Torpado        |
| 161-170 | VOV  | VOV            |

## Classement général
| Classement général final |                   |
| --- | ----------------- |
| \| 1. Arnaldo Pambianco \| 111 h 25 min 28 s \| \| 2. Jacques Anquetil \| à 3 min 45 s \| \| 3. Antonio Suárez \| à 4 min 17 s \| \| 4. Charly Gaul \| à 4 min 22 s \| \| 5. Guido Carlesi \| à 8 min 08 s \| \| 6. Hans Junkermann \| à 12 min 25 s \| \| 7. Rik Van Looy \| à 12 min 38 s \| \| 8. Guillaume Van Tongerloo \| à 14 min 18 s \| \| 9. Carlo Brugnami \| à 16 min 05 s \| \| 10. Nino Defilippis \| à 16 min 23 s \| \| 170 partants, 92 classés \| \| |                   |
| 1. Arnaldo Pambianco | 111 h 25 min 28 s |
| 2. Jacques Anquetil | à 3 min 45 s      |
| 3. Antonio Suárez | à 4 min 17 s      |
| 4. Charly Gaul | à 4 min 22 s      |
| 5. Guido Carlesi | à 8 min 08 s      |
| 6. Hans Junkermann | à 12 min 25 s     |
| 7. Rik Van Looy | à 12 min 38 s     |
| 8. Guillaume Van Tongerloo | à 14 min 18 s     |
| 9. Carlo Brugnami | à 16 min 05 s     |
| 10. Nino Defilippis | à 16 min 23 s     |
| 170 partants, 92 classés |                   |

## Étapes
| Étape     | Date     | Villes étapes             | km       | Vainqueur d'étape | Leader du classement général |
| 1re étape | 20 mai   | Turin – Turin             | 115      | Miguel Poblet     | Miguel Poblet                |
| 2e étape  | 21 mai   | Turin - San Remo          | 185      | Miguel Poblet     | Miguel Poblet                |
| 3e étape  | 22 mai   | San Remo - Gênes          | 149      | Willy Schroeders  | Miguel Poblet                |
| 4e étape  | 23 mai   | Cagliari - Cagliari       | 118      | Oreste Magni      | Miguel Poblet                |
| 5e étape  | 24 mai   | Marsala - Palerme         | 144      | Louis Proost      | Miguel Poblet                |
| 6e étape  | 26 mai   | Palerme - Milazzo         | 224      | Nino Defilippis   | Miguel Poblet                |
| 7e étape  | 27 mai   | Reggio Calabria - Cosenza | 221      | Antonio Suárez    | Antonio Suárez               |
| 8e étape  | 28 mai   | Cosenza - Tarente         | 237      | Piet van Est      | Guillaume Van Tongerloo      |
| 9e étape  | 29 mai   | Tarente - Bari            | 53 (clm) | Jacques Anquetil  | Guillaume Van Tongerloo      |
| 10e étape | 30 mai   | Bari - Potenza            | 140      | Vito Taccone      | Jacques Anquetil             |
| 11e étape | 31 mai   | Potenza – Teano           | 252      | Pietro Chiodini   | Jacques Anquetil             |
| 12e étape | 1er juin | Gaeta - Rome              | 149      | Renato Giusti     | Jacques Anquetil             |
| 13e étape | 2 juin   | Mentana - Castelfidardo   | 279      | Rik Van Looy      | Jacques Anquetil             |
| 14e étape | 3 juin   | Ancône - Florence         | 250      | Silvano Ciampi    | Arnaldo Pambianco            |
| 15e étape | 4 juin   | Florence - Modène         | 178      | Rik Van Looy      | Arnaldo Pambianco            |
| 16e étape | 5 juin   | Modène - Vicenza          | 207      | Adriano Zamboni   | Arnaldo Pambianco            |
| 17e étape | 6 juin   | Vicenza - Trieste         | 204      | Rik Van Looy      | Arnaldo Pambianco            |
| 18e étape | 8 juin   | Trieste - Vittorio Veneto | 161      | Renato Giusti     | Arnaldo Pambianco            |
| 19e étape | 9 juin   | Vittorio Veneto - Trente  | 249      | Willy Schroeders  | Arnaldo Pambianco            |
| 20e étape | 10 juin  | Trente - Bormio           | 275      | Charly Gaul       | Arnaldo Pambianco            |
| 21e étape | 11 juin  | Bormio - Milan            | 214      | Miguel Poblet     | Arnaldo Pambianco            |

## Classements annexes
| Classement de la montagne | Vito Taccone     | 270 points |
| Deuxième                  | Gabriel Mas      | 130 points |
| Troisième                 | Imerio Massignan | 120 points |
| Classement par équipes    | Faema            | ?          |
| Deuxième                  | ?                | ?          |
| Troisième                 | ?                | ?          |

## Liste des coureurs
| Fynsec Helyett | Atala | Baratti |
| - 1 Jacques Anquetil (Fra) 2e - 2 Jean Stablinski (Fra) 82e - 3 Edouard Delberghe (Fra) 58e - 4 Mies Stolker (Hol) 37e - 5 Seamus Elliott (Irl) ab - 6 Louis Rostollan (Fra) 31e - 7 André Cloarec (Fra) ab - 8 Raymond Huguet (Fra) ab - 9 Jean Le Lan (Fra) 91 - 10 René Binggeli (Sui) ab                                     | - 11 Vito Favero (Ita) ab - 12 Vito Taccone (Ita) 15e - 13 Antonino Catalano (Ita) ab - 14 Pietro Zoppas (Ita) ab - 15 Renato Spinello (Ita) ab - 16 Antonio Franchi (Ita) 80e - 17 Luigi Zanchetta (Ita) ab - 18 Armando Casodi (Ita) 73 - 19 Nello Velucchi(Ita) ab - 20 Giuseppe Vanzella (Ita) ab                             | - 21 Angelo Conterno (Ita) 16e - 22 Ernesto Minetto (Ita) ab - 23 Ezio Pizzoglio (Ita) 19e - 24 Willy Vannitsen (Bel) ab - 25 Catullo Ciacci (Ita) ab - 26 Martin Van Geneugden (Bel) ab - 27 Roger De Coninck (Bel) ab - 28 Florent Van Pollaert (Bel) ab - 29 Attilio Moresi (Ita) 23e - 30 Sergio Braga (Ita) ab                      |
| Bianchi | Carpano | EMI Ferrys |
| - 31 Antonio Bailetti (Ita) 76e - 32 Franco Balmamion (Ita) 20e - 33 Antonio Dal Col (Ita) ab - 34 Tonino Domenicali (Ita) ab - 35 Bruno Mealli (Ita) 54e - 36 Vittorio Poiano (Ita) ab - 37 Gaetano Sarazin (Ita) 81e - 38 Giuseppe Sartore (Ita) 78e - 39 Silvano Simonetti (Ita) 86 - 40 Sergio Maggini (Ita) ab              | - 41 Nino Defilippis (Ita) 10e - 42 Walter Martin (Ita) ab - 43 Arnaldo Di Maria (Ita) 55e - 44 Germano Barale (Ita) 40e - 45 Italo Mazzacurati (Ita) 21e - 46 Stefano Gaggero (Ita) ab - 47 Hilaire Couvreur (Bel) 24e - 48 Gilbert Desmet (Bel) ab - 49 Yvo Molenaers (Bel) 84e - 50 Kurt Gimmi (Sui) ab                        | - 51 Salvador Botella (Esp) ab - 52 Jesús Galdeano (Esp) 50e - 53 Gabriel Company (Esp) 43e - 54 José Herrero Berrendero (Esp) ab - 55 Gabriel Mas (Esp) 17e - 56 Francisco Moreno (Esp) 53e - 57 Salvador Rosa Gómez (Esp) 63e - 58 Antonio Suárez (Esp) 3e - 59 Antonio Bertran (Esp) 32e - 60 Juan Manuel Santiago Montilla (Esp) 71e |
| Faema | Fides | Gazzola |
| - 61 Rik Van Looy (Bel) 7e - 62 Louis Proost (Bel) ab - 63 Edgard Sorgeloos (Bel) 46e - 64 Raymond Impanis (Bel) ab - 65 Piet Van Est (Hol) 35e - 66 Armand Desmet (Bel) ab - 67 Guillaume Van Tongerloo (Bel) 8e - 68 Willy Schroeders (Bel) 13e - 69 Willy Derboven (Bel) ab - 70 Friedhelm Fischerkeller (All) 34e            | - 71 Arnaldo Pambianco (Ita) 1e - 72 Pierino Baffi (Ita) 67e - 73 Waldemaro Bartolozzi (Ita) 74e - 74 Oreste Magni (Ita) 77e - 75 Giuseppe Dante (Ita) 62e - 76 Idrio Bui (Ita) 61e - 77 Alberto Assirelli (Ita) 42e - 78 Augusto Marcaletti (Ita) 92e - 79 Giancarlo Gentina (Ita) ab - 80 Luigi Zaimbro (Ita) ab                | - 81 Charly Gaul (Lux) 4e - 82 Hans Junkermann (All) 6e - 83 Marcel Ernzer (Lux) 26e - 84 Aldo Bolzan (Lux) 45e - 85 Roger Thull (Lux) ab - 86 Arrigo Padovan (Ita) ab - 87 Gianni Ferlenghi (Ita) 83e - 88 Luigi Mele (Ita) ab - 89 Wilfried Thaler (Aut) ab - 90 Franco Malatesta (Ita) ab                                             |
| Ghigi | Ignis | Legnano |
| - 91 Jos Hoevenaers (Bel) ab - 92 Livio Trapè (Ita) ab - 93 Aldo Moser (Ita) 36e - 94 Vendramino Bariviera (Ita) ab - 95 Luciano Gaggioli (Ita) ab - 96 Mario Minieri (Ita) 47e - 97 Angiolino Piscaglia (Ita) ab - 98 Luigi Sarti (Ita) 90e - 99 Franco Canciani (Ita) ab - 100 Guido Boni (Ita) 51e                            | - 101 Ercole Baldini (Ita) ab - 102 Dino Bruni (Ita) 65e - 103 Rino Benedetti (Ita) ab - 104 Noé Conti (Ita) 27e - 105 Agostino Coletto (Ita) 14e - 106 Miguel Poblet (Esp) 41e - 107 Aurelio Cestari (Ita) ab - 108 Nello Fabbri (Ita) 72e - 109 Carlo Guarguaglini (Ita) 85e - 110 Giuseppe Tonucci (Ita) ab                    | - 111 Renzo Accordi (Ita) 56e - 112 Graziano Battistini (Ita) 12e - 113 Giovanni Bettinelli (Ita) 87e - 114 Gilberto Brugolo (Ita) ab - 115 Vittorio Casati (Ita) ab - 116 Franco Cribiori (Ita) ab - 117 Renzo Fontona (Ita) 18e - 118 Giacomo Grioni (Ita) ab - 119 Giancarlo Manzoni (Ita) 60e - 120 Imerio Massignan (Ita) 11e       |
| Molteni | Philco | San Pellegrino |
| - 121 Romeo Venturelli (Ita) ab - 122 Adriano Zamboni (Ita) 39e - 123 Giuseppe Fallarini (Ita) 38e - 124 Pietro Chiodini (Ita) 69e - 125 Bruno Costalunga (Ita) 75e - 126 Mario Bampi (Ita) 57e - 127 Giacomo Fornoni (Ita) ab - 128 Nunzio Pellicciari (Ita) ab - 129 Luigi Arienti (Ita) 61e - 130 Gianantonio Ricco (Ita) 22e | - 131 Guido Carlesi (Ita) 5e - 132 Silvano Ciampi (Ita) ab - 133 Paris Montanelli (Ita) ab - 134 Roberto Falaschi (Ita) 59e - 135 Rolf Graf (Sui) ab - 136 Pietro Musone (Ita) ab - 137 Alfredo Sabbadin (Ita) 25e - 138 Giacomo Fini (Ita) 79e - 139 Marino Vigna (Ita) ab - 140 Ottavio Cogliati (Ita) ab                       | - 141 Carlo Azzini (Ita) 29e - 142 Ernesto Bono (Ita) 52e - 143 Giuseppe Fezzardi (Ita) ab - 144 Marino Fontana (Ita) 33e - 145 Silvestro La Cioppa (Ita) ab - 146 Ugo Massocco (Ita) ab - 147 Giorgio Menini (Ita) ab - 148 Luigi Tezza (Ita) 88e - 149 Giorgio Tinazzi (Ita) ab - 150 Benito Venturini (Ita) ab                        |
| Torpado | VOV | |
| - 151 Carlo Brugnami (Ita) 9e - 152 Antonio Accorsi (Ita) 70e - 153 Marian Franceschetto (Ita) ab - 154 Federico Galeaz (Ita) 49e - 155 Renato Giusti (Ita) 30e - 156 Loris Guernieri (Ita) ab - 157 Dino Liviero (Ita) ab - 158 Giovanni Pettinati (Ita) 44e - 159 Giovanni Verucchi (Ita) 68e - 160 Giuseppe Zorzi (Ita) ab    | - 161 Federico Bahamontes (Esp) ab - 162 Vittorio Adorni (Ita) 28e - 163 Pasquale Fornara (Ita) ab - 164 Alfredo Bonariva (Ita) ab - 165 Ivan Burigotto (Ita) ab - 166 Giovanni Garau (Ita) 66e - 167 Addo Kazianka (Ita) ab - 168 Giovanni Metra (Ita) ab - 169 Armando Pellegrini (Ita) 48e - 170 Giuseppe Pintarelli (Ita) 89e | |